# Cecilia Menjívar
Cecilia Menjívar es una socióloga estadounidense nacida en El Salvador, que ha realizado importantes contribuciones al estudio de la migración internacional, las raíces estructurales de las desigualdades, el poder estatal, la violencia de género contra las mujeres y los regímenes legales. Es profesora de sociología en la Universidad de California en Los Ángeles, donde ocupa la Cátedra Dorothy L. Meier de Equidades Sociales.

## Biografía

### Primeros años
Recibió una Licenciatura en Psicología y Sociología por la Universidad del Sur de California en 1981 y una Maestría en Ciencias en Educación Internacional de la misma universidad en 1983. Luego completó su doctorado en Sociología por la Universidad de California en Davis en 1992. Completó becas postdoctorales en la Universidad de California en Berkeley y RAND Corporation.

### Carrera
Trabajó en la Universidad Estatal de Arizona de 1996 a 2015, inicialmente como profesora asistente antes de convertirse en profesora asociada y finalmente profesora distinguida Cowden y directora asociada en la Escuela de Dinámica Social y Familiar. Luego se trasladó a la Universidad de Kansas, donde fue Profesora Distinguida de la Fundación en el Departamento de Sociología y codirectora del Centro de Investigación sobre Migraciones. Desde 2018, es profesora y catedrática de Equidades Sociales Dorothy L. Meier en el Departamento de Sociología de la Universidad de California en Los Ángeles. Fue elegida Presidenta de la Asociación Estadounidense de Sociología 2021-2022.

## Premios y reconocimientos
Su primer libro, Lazos fragmentados, recibió en 2001 el Premio al Libro Sobresaliente William J. Goode de la Sección de Familia de la Asociación Estadounidense de Sociología. Su segundo libro, Enduring Violence, recibió el Premio de Beca Distinguida de la Asociación de Sociología del Pacífico, el Premio al Libro Mirra Komarovsky de la Sociedad de Sociología del Este y el Premio al Mejor Libro Hubert Herring del Consejo del Pacífico de Estudios Latinoamericanos.

## Publicaciones seleccionadas
- Menjivar, Cecilia. Lazos fragmentados: redes de inmigrantes salvadoreños en América. University of California Press (2000).[7]
- Menjívar, Cecilia, Néstor P. Rodríguez. (Eds.) Cuando los estados matan: América Latina, Estados Unidos y las tecnologías del terrorismo. University of Texas Press (2005).[8]
- Menjivar, Cecilia. Violencia duradera: la vida de las mujeres ladinas en Guatemala. University of California Press (2011).[9]
- Menjívar, Cecilia y Daniel Kanstroom. Construyendo la "ilegalidad" de los inmigrantes: críticas, experiencias y respuestas, Cambridge University Press (2014)
- Menjivar, Cecilia. Leisy Abrego y Leah Schmalzbauer. Familias inmigrantes . Política, (2016).[10]
- Menjívar, Cecilia, Marie Ruiz y Immanuel Ness. (Eds.) El manual de Oxford sobre crisis migratorias. Oxford University Press (2019).[11]